# Zuzana Michaličková
Zuzana Michaličková (2002) es una deportista eslovaca que compite en triatlón y acuatlón.
Ganó una medalla de bronce en el Campeonato Europeo de Triatlón de Invierno de 2023, una medalla de bronce en el Campeonato Europeo de Triatlón de Velocidad de 2024 y una medalla de oro en el Campeonato Europeo de Acuatlón de 2025.

## Palmarés internacional
| Campeonato Europeo | Campeonato Europeo            | Campeonato Europeo | Campeonato Europeo |
| Año                | Lugar                         | Medalla            | Prueba             |
| ------------------ | ----------------------------- | ------------------ | ------------------ |
| 2023               | San Julián de Loria (Austria) | Medalla de bronce  | Individual         |

| Campeonato Europeo | Campeonato Europeo  | Campeonato Europeo | Campeonato Europeo |
| Año                | Lugar               | Medalla            | Prueba             |
| ------------------ | ------------------- | ------------------ | ------------------ |
| 2024               | Balıkesir (Turquía) | Medalla de bronce  | Individual         |

| Campeonato Europeo | Campeonato Europeo | Campeonato Europeo | Campeonato Europeo |
| Año                | Lugar              | Medalla            | Prueba             |
| ------------------ | ------------------ | ------------------ | ------------------ |
| 2025               | Pamplona (España)  | Medalla de oro     | Individual         |